# STARD10
STARD10 (англ. StAR related lipid transfer domain containing 10) – білок, який кодується однойменним геном, розташованим у людей на короткому плечі 11-ї хромосоми. Довжина поліпептидного ланцюга білка становить 291 амінокислот, а молекулярна маса — 33 049.
| 10         |  | 20         |  | 30         |  | 40         |  | 50         |
| ---------- |  | ---------- |  | ---------- |  | ---------- |  | ---------- |
| MEKLAASTEP |  | QGPRPVLGRE |  | SVQVPDDQDF |  | RSFRSECEAE |  | VGWNLTYSRA |
| GVSVWVQAVE |  | MDRTLHKIKC |  | RMECCDVPAE |  | TLYDVLHDIE |  | YRKKWDSNVI |
| ETFDIARLTV |  | NADVGYYSWR |  | CPKPLKNRDV |  | ITLRSWLPMG |  | ADYIIMNYSV |
| KHPKYPPRKD |  | LVRAVSIQTG |  | YLIQSTGPKS |  | CVITYLAQVD |  | PKGSLPKWVV |
| NKSSQFLAPK |  | AMKKMYKACL |  | KYPEWKQKHL |  | PHFKPWLHPE |  | QSPLPSLALS |
| ELSVQHADSL |  | ENIDESAVAE |  | SREERMGGAG |  | GEGSDDDTSL |  | T          |

A: Аланін

C: Цистеїн

D: Аспарагінова кислота

E: Глутамінова кислота

F: Фенілаланін

G: Гліцин

H: Гістидин

I: Ізолейцин

K: Лізин

L: Лейцин

M: Метіонін

N: Аспарагін

P: Пролін

Q: Глутамін

R: Аргінін

S: Серин

T: Треонін

V: Валін

W: Триптофан

Кодований геном білок за функцією належить до фосфопротеїнів. 
Задіяний у таких біологічних процесах, як транспорт, транспорт ліпідів, ацетилювання. 
Білок має сайт для зв'язування з ліпідами. 
Локалізований у цитоплазмі, мембрані, клітинних відростках.